# Лабрис
Ла́брис (др.-греч. λάβρυς), иногда пелек (др.-греч. πέλεκυς) — древнегреческий двусторонний боевой или церемониальный топор.

## Минойская цивилизация
Лабрис был широко распространён в культуре догреческой минойской цивилизации. При раскопках критских дворцов были обнаружены гигантские лабрисы, выше человеческого роста. В отличие от Ближнего Востока, носительницами минойских лабрисов были не боги и жрецы, а исключительно богини и их жрицы. Распространено воззрение, что этот самый священный из религиозных символов критской цивилизации использовался жрицами при жертвоприношениях быков. Кроме того, поверхностное сходство слов «лабрис» и «лабиринт» породило устойчивую ассоциацию двухстороннего топора с Кносским лабиринтом и с Минотавром.
Американский археолог Мария Гимбутас видела в греческих лабрисах отголосок доиндоевропейского матриархального культа Великой Богини. С точки зрения Гимбутас и её последователей, критский лабрис, повторяя форму бабочки, символизирует материнское начало. Этим объясняется популярность лабриса в викканских церемониях.

## Классическая Греция

Символ лабриса

На древнегреческих вазах обоюдоострый топор — именуемый «пелек» (πέλεκυς) — изображался как принадлежность Зевса-громовержца. В некоторых случаях изображения Зевсова топора сопровождаются зигзагообразными линиями, которые интерпретируются как схематичные изображения молний. На этом основании весьма вероятно, что для греков классического периода этот предмет символизировал молнию, повелителем которой и являлся Зевс.
Слово «лабрис» впервые упоминается в греческой литературе Плутархом. В «Греческих вопросах» этот историк сообщает, что Геракл, умертвив амазонку Ипполиту, передал её вооружение лидийской царице Омфале, потомки которой сохраняли его вплоть до киммерийского нашествия. После гибели царя Гигеса казна лидийских царей была разграблена карийцами, которые воздвигли статую Зевса Лабрандского и поместили в его руку топорик Ипполиты. Эпитет «Лабрандский» Плутарх объяснял тем, что «лабрис» на лидийском наречии означает «секира».
По мнению современных исследователей, культ Зевса в Карии гораздо древнее, нежели это представлялось Плутарху, а эпитет «лабрандский» имеет совершенно иные корни.

## Скифия
Если греческие и критские топоры имели преимущественно сакральное значение, обоюдоострый топорик скифов (сагарис) был по-настоящему грозным боевым оружием. О его использовании скифами пишет ещё Геродот, а Аристарх Самофракийский два века спустя приписывает его использование и амазонкам.

## Новое время

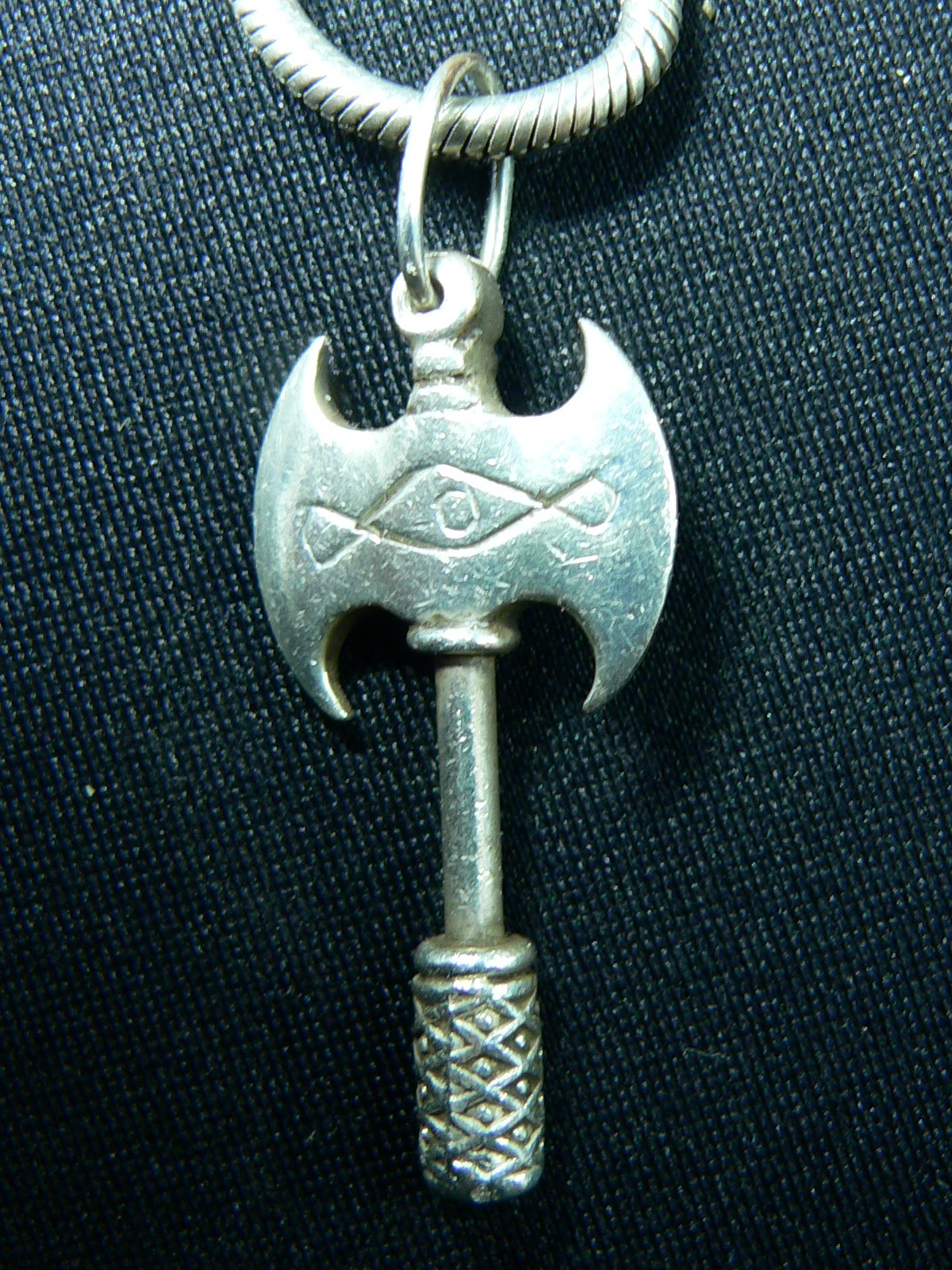
Украшение с лабрисом, используемое феминистками-неоязычницами.

Лесбийский флаг с лабрисом.

Хотя древние авторы не могли согласиться, было ли у этого оружия одно лезвие или два, со временем произошло отождествление боевой секиры скифов и амазонок с сакральным топором греков. Первым свидетельством этой путаницы, скорее всего, является приведённое выше известие Плутарха о происхождении карийского лабриса от амазонки Ипполиты.
С другой стороны, греческий политик Иоаннис Метаксас (диктатор Греции в 1936 году) был убеждён в том, что лабрис являлся одним из первоначальных боевых атрибутов греческого воина, вследствие чего этому предмету отводилась значительная роль в символике и атрибутике греческих фашистов, которые находились у власти с 1936 по 1941.

## Использование символа лабриса в современном контексте

### Лесбиянство и лесбийский феминизм
В 1970-х годах лабрис, из-за его ассоциации с амазонками, начал использоваться в лесбийском феминизме как символ женской силы и самодостаточности. Существует версия лесбийского флага с лабрисом, вписанным в чёрный треугольник на фиолетовом полотне. Некоторые ЛГБТ-организации называются в честь лабриса или используют его символ — например, объединение «Лабрис» в Кыргызстане. 